# Mintraching
Mintraching je obec v německé spolkové zemi Bavorsko. Je součástí zemského okresu Řezno ve vládním obvodu Horní Falc. Žije zde přibližně 5 000 obyvatel.

## Geografie

### Sousední obce
| Růžice kompasu | Neutraubling             | Barbing     |          | Růžice kompasu |
| Růžice kompasu | Obertraubling Köfering   | Sever       | Pfatter  | Růžice kompasu |
| Růžice kompasu | Obertraubling Köfering   | Mintraching | Pfatter  | Růžice kompasu |
| Růžice kompasu | Obertraubling Köfering   | Jih         | Pfatter  | Růžice kompasu |
| Růžice kompasu | Alteglofsheim Hagelstadt | Aufhausen   | Riekofen | Růžice kompasu |